# Црква Свете Варваре у Малом Дреновцу
Црква Свете Варваре у Малом Дреновцу, насељеном месту на територији општине Алексинац, припада Епархији нишкој Српске православне цркве.
Црква посвећена Светој Варвари је једнобродна грађевина са конхама и апсидом у олтару. Изграђена је 1999. године прилогом мештана у пространој порти са шумом.